# Alice Parisi
Alice Parisi (née à Tione di Trento le 11 décembre 1990) est un milieu de terrain de football féminin italien.

## Carrière

### En club
Elle a précédemment joué pour ACF Trento, ASD Bardolino et UPC Tavagnacco. 

### Carrière internationale
Alice Parisi est membre de l'équipe nationale italienne. Elle joue son premier match avec l'équipe senior en juillet 2007 contre le Mexique. L'année suivante, elle fait partie de l'équipe des moins de 19 ans qui remporte le Championnat d'Europe U-19 de 2008, où elle marque le but décisif de la finale. 
Elle participe aux qualifications et à la phase finale du Championnat d'Europe 2009. Elle consolide sa place dans l’équipe tout au long des qualifications pour la Coupe du Monde 2011 et entame les qualifications pour le Championnat d’Europe 2013. 

## Palmarès

### En sélection
- Championnat d'Europe féminin des -19 ans
  - Vainqueur : 2008

### En club
- Championnat d'Italie :
  - Champion : 2009, 2016.
- Coupe d'Italie :
  - Vainqueur : 2013, 2014, 2016, 2018.
- Supercoupe d'Italie :
  - Vainqueur : 2008, 2018.